# Stasera mi butto (programma televisivo)
Stasera mi butto è stato un programma televisivo italiano andato in onda su Rai 2 per tre stagioni consecutive nelle estati 1990, 1991 e 1992 e su Rai 1 per una riedizione nell'estate 2007.
Alla conduzione del programma si sono susseguiti Gigi Sabani nella prima edizione, Pippo Franco e Heather Parisi nella seconda, Toto Cutugno e Giorgio Faletti nella terza e Caterina Balivo e Biagio Izzo nella quarta.

## Il programma
La trasmissione "originale" andava in onda dal "Bandiera Gialla" di Rimini, mentre nel 2007 furono scelte alcune località attorno al Lago di Garda. La formula del programma prevedeva una gara tra aspiranti volti nuovi per il mondo dello spettacolo e, in particolare, una gara tra imitatori (e comici nella quarta edizione), tanto da essere definito da Gigi Sabani come il "campionato nazionale degli imitatori".
Il titolo del programma si ispira chiaramente all'omonima canzone di Rocky Roberts, usata come sigla della trasmissione, e all'omonimo film. Tra i personaggi lanciati dal programma figurano Giorgio Panariello, Neri Marcorè, Max Giusti, Emanuela Aureli, Alessandro Greco, Carlo Frisi, Battaglia e Miseferi e tanti altri.
La prima puntata in assoluto del programma andò in onda il 13 luglio 1990. Alla regia si avvicendarono Pier Francesco Pingitore, che diresse le prime due edizioni, Michele Mirabella, che diresse la terza, e Roberto Cenci, al quale fu affidata la regia della quarta.

## Le edizioni

### Prima edizione (1990)

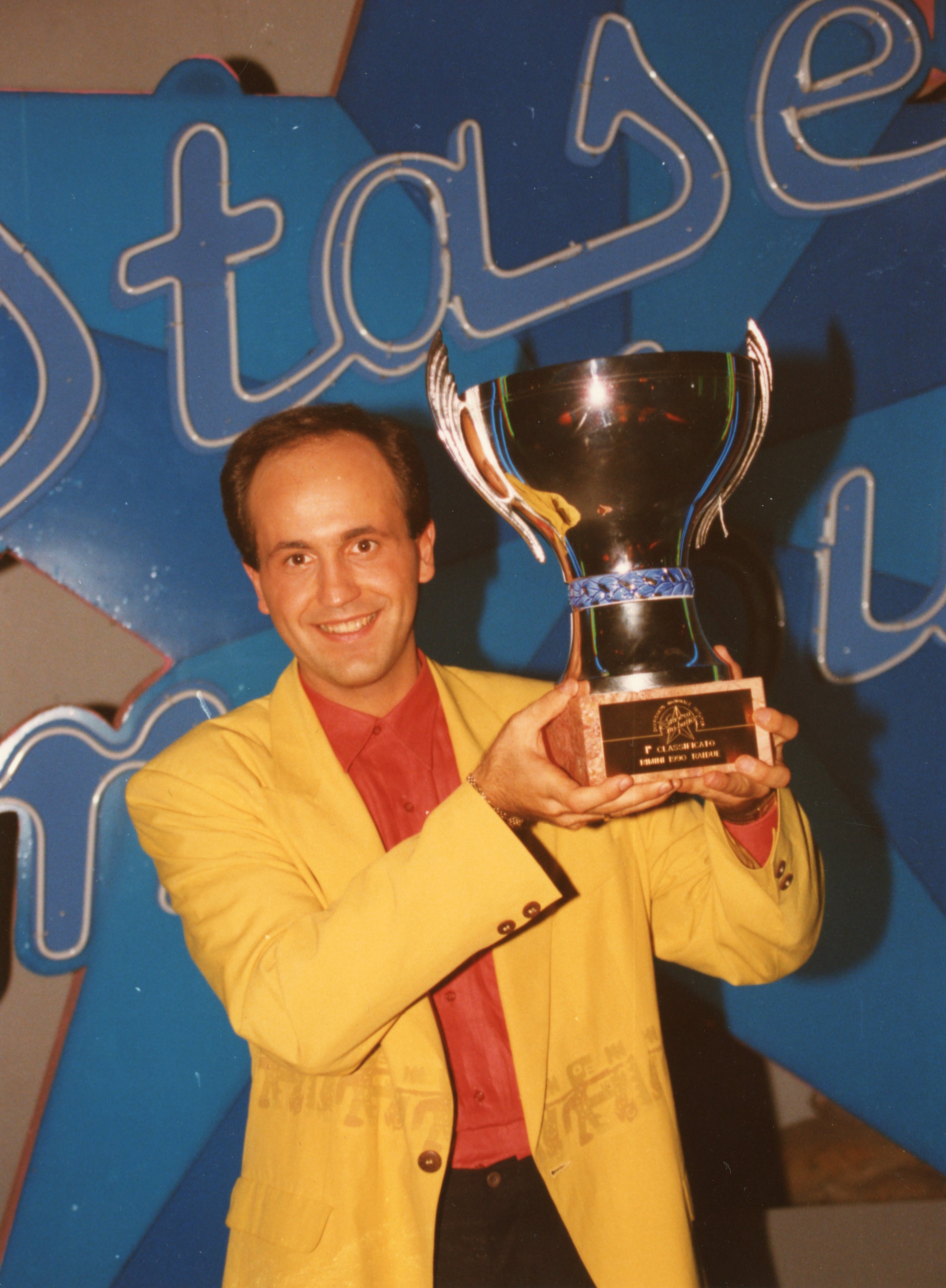
Carlo Frisi con la coppa in mano, campione italiano imitatori, a Stasera mi butto del 14 settembre 1990

La prima edizione andò in onda per 10 puntate dal 13 luglio al 14 settembre 1990. L'edizione fu condotta da uno che dell'imitazione faceva la propria professione da oltre una decina d'anni, ovvero Gigi Sabani. e vedeva la presenza fissa dell'attrice comica Cinzia Leone. Il regista era Pier Francesco Pingitore, mentre gli autori erano Alfredo Cerruti, Ugo Porcelli e Arnaldo Santoro oltre allo stesso Pingitore. L'edizione fu vinta da Carlo Frisi, divenuto in seguito uno degli imitatori de Il Bagaglino, invece Battaglia e Miseferi si classificarono al quarto posto (erano arrivati terzi ex aequo con Lino Barbieri ma persero lo spareggio) e a loro volta furono subito ingaggiati da Pingitore per Il Bagaglino. Il programma lanciò molti personaggi in seguito diventati famosi, tra cui un giovanissimo Max Giusti, Gianna Martorella, Manlio Dovì, Gianni Fantoni, Graziano Salvadori, Niki Giustini, Lino Barbieri e Neri Marcorè. 

### Seconda edizione (1991)
La seconda edizione andò in onda per 13 puntate dal 21 giugno al 13 settembre 1991. La conduzione fu affidata a una coppia, formata da Pippo Franco e Heather Parisi, mentre furono riconfermati Pier Francesco Pingitore alla regia e il gruppo di autori dell'edizione precedente. L'edizione fu vinta da Giorgio Panariello, mentre Max Giusti si classificò al terzo posto. Al primo posto nella categoria Junior arrivò la allora piccola Morgana Giovannetti.

### Terza edizione (1992)
La terza edizione, andata in onda con il titolo di "Stasera mi butto e tre", andò in onda per 15 puntate dal 16 giugno al 18 settembre 1992. La conduzione fu affidata di nuovo a una coppia, stavolta formata da Toto Cutugno e Giorgio Faletti. Michele Mirabella prese il posto di Pingitore in regia e fu rinnovato anche lo staff di autori, composto da Cristina Crocetti e Massimo Cinque oltre che dallo stesso Mirabella. La gara prevedeva la partecipazione non solo degli imitatori ma anche di "tipi da spiaggia", animali-attori e vallette. Vincitore del programma fu Luca Virago e tra i partecipanti va rilevata la presenza di Alessandro Greco. Al termine dell'edizione venne realizzata una puntata speciale intitolata Stasera mi... Beautiful con la partecipazione di alcuni tra i più celebri protagonisti dell'omonima soap, all'epoca trasmessa da Rai 2 con grande successo.

### Quarta edizione (2007)
Nel 2007 si decise di riproporre la trasmissione con una gara che, oltre agli imitatori, prevedeva la partecipazione anche di comici. In questa riedizione cambiarono sia la location, che divenne il Lago di Garda con le sue località (Peschiera del Garda, Salò, Riva del Garda, Arco di Trento e Bardolino), sia la rete (Rai 1) sia il giorno di messa in onda, cioè il martedì. Tale edizione andò in onda per 8 puntate dal 26 giugno al 14 agosto 2007 e fu condotta da Caterina Balivo e da Biagio Izzo, che all'ultimo momento sostituì Massimiliano Ossini, di cui precedentemente era stata annunciata la partecipazione. La regia fu invece affidata a Roberto Cenci.